# 千葉県道186号南三原停車場丸線
千葉県道186号南三原停車場丸線（ちばけんどう186ごう みなみはらていしゃじょうまるせん）は、千葉県南房総市を起点・終点とする一般県道。
南三原駅への国道からの接続をする。また、下三原交差点以北は北三原地区などの山間部住民の利用が多い。山間部沿道は道幅が狭くカーブが多い。

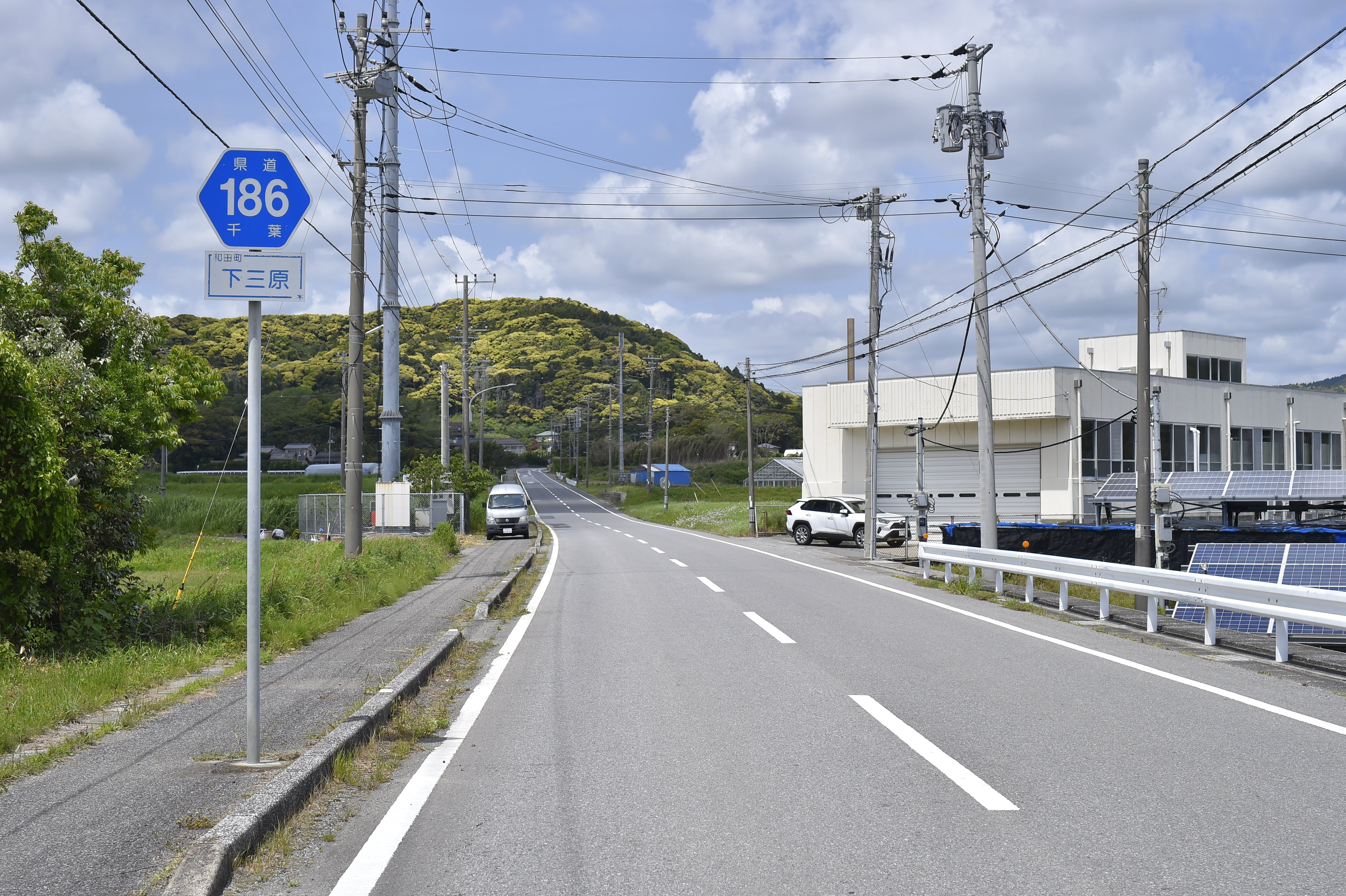
千葉県道186号南三原停車場丸線・南房総市和田町下三原（2023年4月）

## 路線データ
- 起点：南房総市和田町松田（内房線南三原駅）
- 終点：南房総市大井（千葉県道89号鴨川富山線交点）
- 総延長：11.265 km（安房土木事務所管内：11.265 km[1]）
- 重用延長：1.459 km（安房土木事務所管内：1.459 km[1]）
- 実延長：9.806 km（安房土木事務所管内：9.806 km[1]）

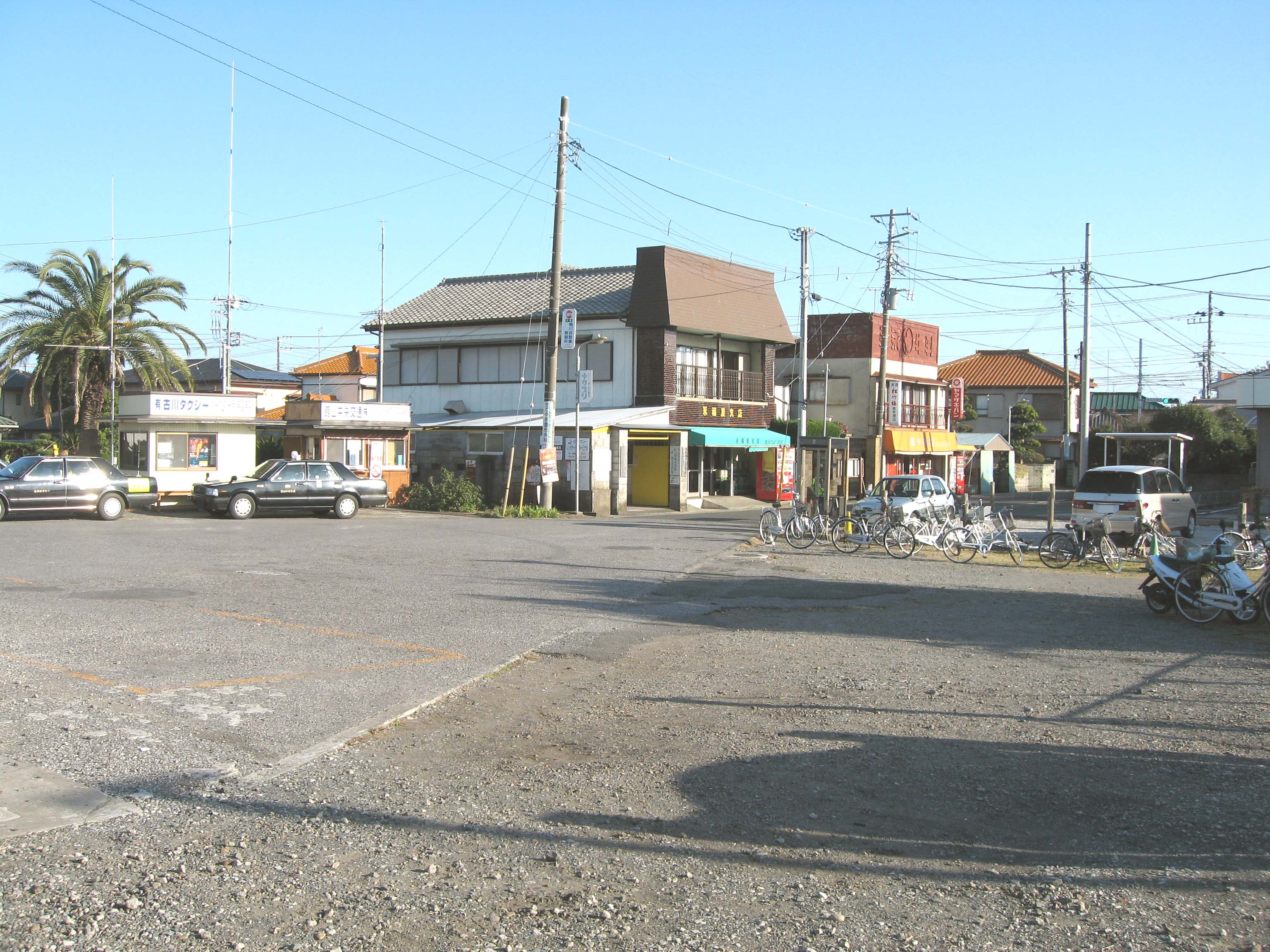
当道路の様子（駅より）

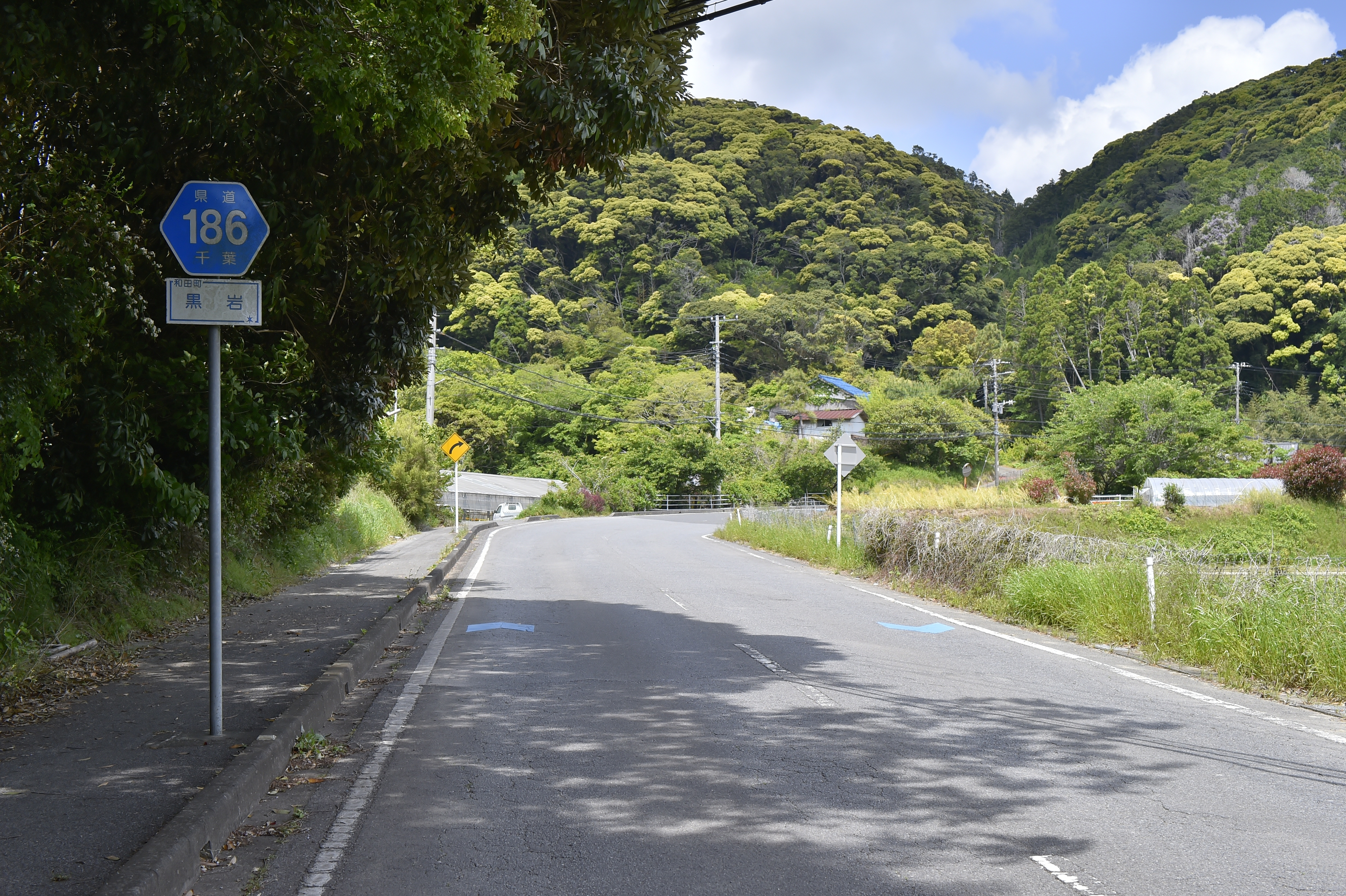
南房総市和田町黒岩（2023年4月）

## 重複区間
- 南三原駅前交差点（和田町松田） - 下三原交差点（和田町下三原）：国道128号
- 信号無交差点（和田町中三原） - 信号無交差点（和田町中三原）：千葉県道296号

## 地理

### 通過する自治体
- 千葉県南房総市

### 交差する道路
- 国道128号 - 南房総市和田町松田（南三原駅前交差点）
- 千葉県道297号和田丸山線 - 南房総市和田町松田（フラワーライン入口交差点）
- 千葉県道296号和田丸山館山線 - 南房総市和田町中三原（信号無交差点）
- 千葉県道89号鴨川富山線 - 南房総市大井（信号無交差点・終点）